# L'alzaia del Naviglio Grande a Milano
L'alzaia del Naviglio Grande a Milano è un dipinto di Achille Cattaneo. Eseguito probabilmente negli anni venti del novecento, appartiene alle collezioni d'arte della Fondazione Cariplo.

## Descrizione
L'alzaia del Naviglio Grande è raffigurata con piglio naturalista, coerentemente allo stile con cui Cattaneo realizzò nel medesimo periodo numerosissimi scorci milanesi.